# Service olympique de radiotélévision

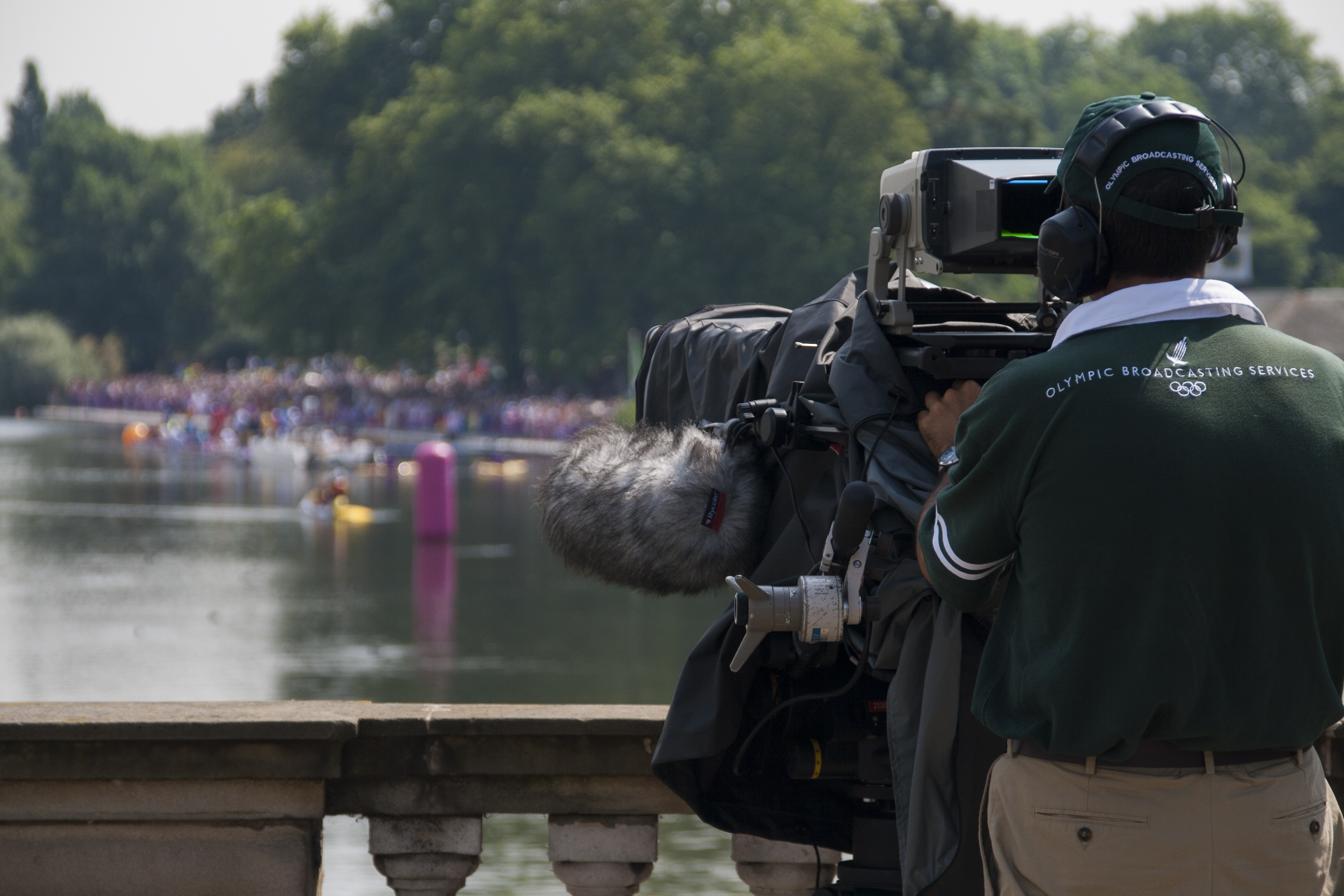
Le Service olympique de radiotélévision couvrant une épreuve des Jeux olympiques de 2012 à Londres.

Le Service olympique de radiotélévision, en anglais Olympic Broadcasting Services (OBS) est une agence du Comité international olympique fondée en 2001 dans le but d'être le diffuseur hôte des Jeux olympiques et paralympiques à partir de 2008 et d'assurer la couverture médiatique des Jeux entre chaque édition.

## Histoire
Le Service olympique de radiotélévision assure pour la première fois le rôle de diffuseur hôte pour les Jeux de Pékin en 2008 en partenariat avec le Comité d'organisation des Jeux de la XXIXe Olympiade de Pékin, et est vraiment opérationnel depuis les jeux olympiques d'hiver de 2010 à Vancouver (Canada). Auparavant, le rôle de diffuseur hôte était confié au comité d'organisation (COJO) de chaque jeux olympiques qui organisait un consortium de diffuseurs pour mettre en commun leurs ressources techniques.

## Identité visuelle

Ancien logo utilisé à partir des Jeux Olympiques d'Hiver de Vancouver 2010 jusqu'au Jeux Olympiques d'Hiver de Sotchi 2014.
Ancien logo utilisé à partir des Jeux Olympiques de Rio 2016 jusqu'au Jeux Olympiques de Tokyo 2020.
Logo utilisé depuis les  Jeux Olympiques d'Hiver de Pékin 2022

## Critiques
Cette société est l'objet de certaines critiques relatives à sa couverture de la cérémonie d'ouverture ou des jeux,.